# Koszmosz–724
A Koszmosz–724 a szovjet USZ–A aktív radarfelderítő műhold szolgálati repülése volt.

## Küldetés
A szovjet Legenda (oroszul: Легенда) tengeri felderítő rendszerhez készült USZ–A típusú, aktív radarberendezéssel felszerelt felderítő műhold. A repülés a radarfelderítő műhold első kísérleti indítása volt, melynek során tesztelték a berendezést. A műholdba a BESZ–5 Buk nukleáris termoelektromos generátor teljes méretű makettjét építették. A Koszmosz–723 programját folytatta.

## Jellemzői
1975. április 7-én a Bajkonuri űrrepülőtér indítóállomásról egy Ciklon-2A hordozórakétával juttatták Föld körüli, közeli körpályára. Az orbitális egység pályája 89,67 perces, 64,97 fokos hajlásszögű, elliptikus pálya perigeuma 247 kilométer, apogeuma 269 kilométer volt. Hasznos tömege 3800 kilogramm. Felépítése hengeres, átmérője 1.3 méter, magassága 10 méter. A sorozat felépítését, szerkezetét, alapvető fedélzeti rendszereit tekintve egységesített, szabványosított űreszköz.
1975. június 12-én az orbitális egység pályáját 103,02 perces, 65,59 fokos hajlásszögű, elliptikus pálya perigeumát 856 kilométerre, az apogeumát 945 kilométerre emelték. 2009-ben az űregység orbitális pályáját még korrigálták (16 alkalommal), biztosítva a közel körpályás haladási magasságot.
Szolgálati idejének vége ismeretlen.